# Pogonomelomys mayeri
Pogonomelomys mayeri là một loài động vật có vú trong họ Chuột, bộ Gặm nhấm. Loài này được Rothschild & Dollman mô tả năm 1932.